# Miles Welles
Miles Welles (também Wyllen) (fl. 1530) foi um cónego de Windsor de 1526 a 1535.

## Carreira
Ele foi nomeado:
- Prebendário de Woodforth em Salisbury 1524
- Reitor da Capela do Rei na Torre de Londres em 1526
- Capelão do Rei
- Vigário de Stepney 1534
- Reitor de Guynes 1535
- Reitor de Willingham 1535
- Mestre do Hospital de Newton Carth, Yorkshire 1535

Ele foi nomeado para a primeira bancada na Capela de São Jorge, o Castelo de Windsor, em 1526, e manteve a posição até 1535. Ele foi preso na Torre por traição em 1535 e perdoado em 1536-7.